# Lemozi
Lemozi (fl. XII secolo) è stato un trovatore o joglar occitano originario probabilmente del Limosino, identificabile forse con Lemozi di Briva citato nella satira di Peire d'Alvernha.
Ci resta una tenzone con Bernart de Ventadorn.
          [Lemozi]

          Bernart del Ventadorn, del chan

          vos sui sai vengutz assaillir.

          Car vos vei estar en cossir

          non puese mudar q'eu no.us deman

          qo.us va d'amor avetz en ges?

          Ben par qe no.us en venga res.

          [Bernart]

          Lemozi, non puese en chantan

          respondre ni.i sai avenir:

          mos cors mi vol de dol partir.

          Bels amics, a Dieu vos coman,

          qe mort m'a una mala res

          q'anc non mi vale Dieus ni Merces.

          [Lemozi]

          Bernart, s'anc vos fes bel semblan,

          enqera.us pot esdevenir.

          No.s taing q'om ab amor s'azir

          qan la troba de so[r]n talan:

          pauc gazagna drutz d'ira ples,

          qar per un dol n'a dos o tres.

          [Bernart]

          Lemozin, mout fe grant engan

          la bella qi.m pogr'enreqir,

          qe, qan mi poc de si aisir,

          et ella.m tornet en soan.

          No.i hai conort qi fort no.m pes,

          car o il es conseil non pres.

          [Lemozi]

          Bernart, totz hom deu aver dan

          s'a la cocha non sap suffrir,

          q'amors si vol soven servir;

          e, si zo tenetz ad afan,

          tot es perdut s'anc re.us promes,

          s'i eront plevidas mil fes.